# Veľký Grob
Veľký Grob (bis 1948 slowakisch „Nemecký Grob“ – bis 1927 auch „Uherský Grob“ oder „Maďarský Grob“; deutsch Deutsch-Eisgrub, ungarisch Magyargurab – bis 1907 Németgurab) ist eine Gemeinde in der Westslowakei.

## Lage
Sie liegt im Donautiefland, neun Kilometer von Senec entfernt.

## Geschichte
Der Ort wurde 1275 erstmals als Gwrb erwähnt.
Im Ort gibt es zwei Kirchen: aus einer Kapelle umgebaute katholische aus dem Jahr 1771 und evangelische aus dem Jahr 1936.

## Bevölkerung
| Jahr                | 1994 | 2004    | 2014    | 2024     |
| ------------------- | ---- | ------- | ------- | -------- |
| Anzahl der Personen | 1247 | 1290    | 1307    | 1451     |
| Unterschied         |      | +3,44 % | +1,31 % | +11,01 % |

| Jahr                | 2023 | 2024    |
| ------------------- | ---- | ------- |
| Anzahl der Personen | 1459 | 1451    |
| Unterschied         |      | −0,54 % |